# Гребля Бугус
Гребля Бугус (Bougous) – гідротехнічна споруда на півночі Алжиру.
Греблю спорудили 2005 – 2010 роках у сточищі уеду Кабір-Ест, який впадає до Середземного моря за два десятка кілометрів на схід від Аннаби (останні кілька кілометрів течії після злиття з уедом Бу-Номоусса носять назву уед Мафраг). Тут вже існувало сховище греблі Мекса, проте воно мало недостатній об’єм, який до того ж скорочувався унаслідок замулення.
В межах проекту долину уеду Бугус (ліва твірна Кабір-Ест) перекрили земляною греблею із глиняним ядром висотою 71 метр, довжиною 636 метрів та шириною по гребеню 8 метрів. Гребля має бічний водоскид розрахований на повінь у 1245 м3/с.
Об’єм водосховища становить 66 (за іншими даними – 75) млн м3. Випуск води зі сховища забезпечує бетонна башта заввишки 84 метра із водозаборами на чотирьох рівнях, яка підключена до тунелю завдовжки 353 метра (на етапі будівництва зазначений тунель виконував функцію перепуску стоку).